# Caouënnec-Lanvézéac
Caouënnec-Lanvézéac (bret. Kaouenneg-Lanvezeeg) – miejscowość i gmina we Francji, w regionie Bretania, w departamencie Côtes-d’Armor.
Według danych na rok 1990 gminę zamieszkiwały 582 osoby, a gęstość zaludnienia wynosiła 82 osoby/km² (wśród 1269 gmin Bretanii Caouënnec-Lanvézéac plasuje się na 788. miejscu pod względem liczby ludności, natomiast pod względem powierzchni na miejscu 945.).